# Negură Bunget
I Negură Bunget sono stati un gruppo black metal fondato dai musicisti Hupogrammos Disciple e Negru all'inizio del 1995 a Timișoara, Romania, sotto il nome Wiccan Rede.
I testi del gruppo, incentrati sui temi della mitologia, della natura e della spiritualità della Transilvania, sono interamente in lingua rumena. Lo stesso nome Negură Bunget deriva dal romeno arcaico e significa "foresta nera nebbiosa". In un'intervista del 2004, il cofondatore Negru spiegò il simbolismo legato al nome:
(Negru)

## Storia del gruppo
I Negură Bunget furono fondati originariamente come duo e sotto il nome Wiccan Rede alla fine del 1994 da Hupogrammos Disciple, allora voce, chitarrista e tastierista, e Negru alla batteria. Modificato il nome del gruppo dopo la pubblicazione del primo demo, intitolato From Transilvanian Forests e registrato ai Magic Sound Studio di Bucarest nel novembre 1995, il gruppo si esibì nel suo primo concerto nel giugno del 1995 in un festival nella città di Buzău, a cui seguì un tour in Romania. Il primo album dei Negură Bunget, dal titolo Zîrnindu-să, fu pubblicato dalla Bestial Records alla fine del 1996. Registrato in ottobre, il disco contenne 8 tracce che già possedevano tutte quelle sonorità folkloristiche che diverranno tratto tipico delle successive pubblicazioni del gruppo, e assicurò alla band un nuovo tour nel loro Paese.

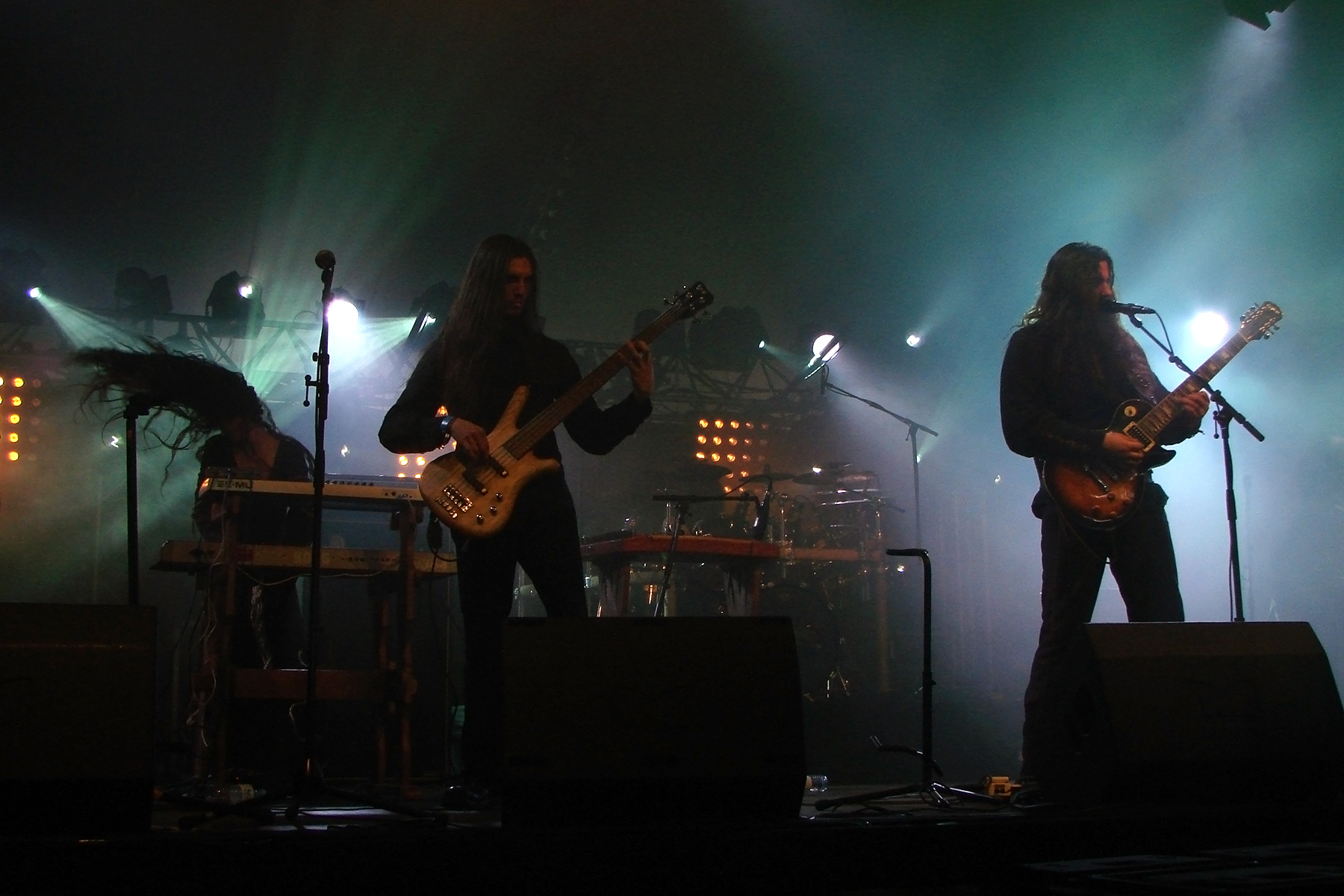
I Negură Bunget all'Hellfest 2010

Nel dicembre 1998 i Negură Bunget pubblicarono un mini album dal titolo Sala Molksa, registrato tra il giugno e l'agosto del 1998, sempre sotto contratto con la Bestial Records. Con l'aggiunta del terzo membro ufficiale, il chitarrista Sol'Faur Spurcatu, già nel gruppo dal 1997, il sound della band subì una revisione, diventando più aggressivo, rapido e complesso. Il gruppo fu così invitato ad esibirsi nel luglio 1999 all'Open Hell Festival di Volyně (Repubblica Ceca) assieme a Avenger, Silent Stream of Godless Elegy, Root e Maniac Butcher e partì inoltre per un nuovo tour romeno. Riscossa un po' di fama, la band cominciò a fare concerti per tutta l'Europa e nel 2000 pubblicò l'album Măiastru Sfetnic che assicurò al gruppo l'opportunità di firmare un nuovo contratto per 3 dischi con la label italiana Code666 Records. I Negură Bunget fecero inoltre apparizioni live a Belgrado, Budapest e Bucarest, al fianco di band come May Result, Stone to Flesh, Christian Epidemic, Land of Charon e Ahriman.
Nel giugno del 2002 i Negură Bunget tornarono in studio per registrare il loro quarto album, denominato 'N Crugu Bradului, composto da sole 4 tracce, della durata totale di 56 minuti, concepite per rappresentare le 4 stagioni dell'anno. Il disco assicurò al gruppo grande fama oltre a centinaia di interviste sulle maggiori riviste europee e internazionali di genere metal, correlate da ottime valutazioni sull'album, rendendo di fatto il nome dei Negură Bunget celebre nell'underground Black metal mondiale. La band descrisse l'album e il suo significato con queste parole:
(Negură Bunget)

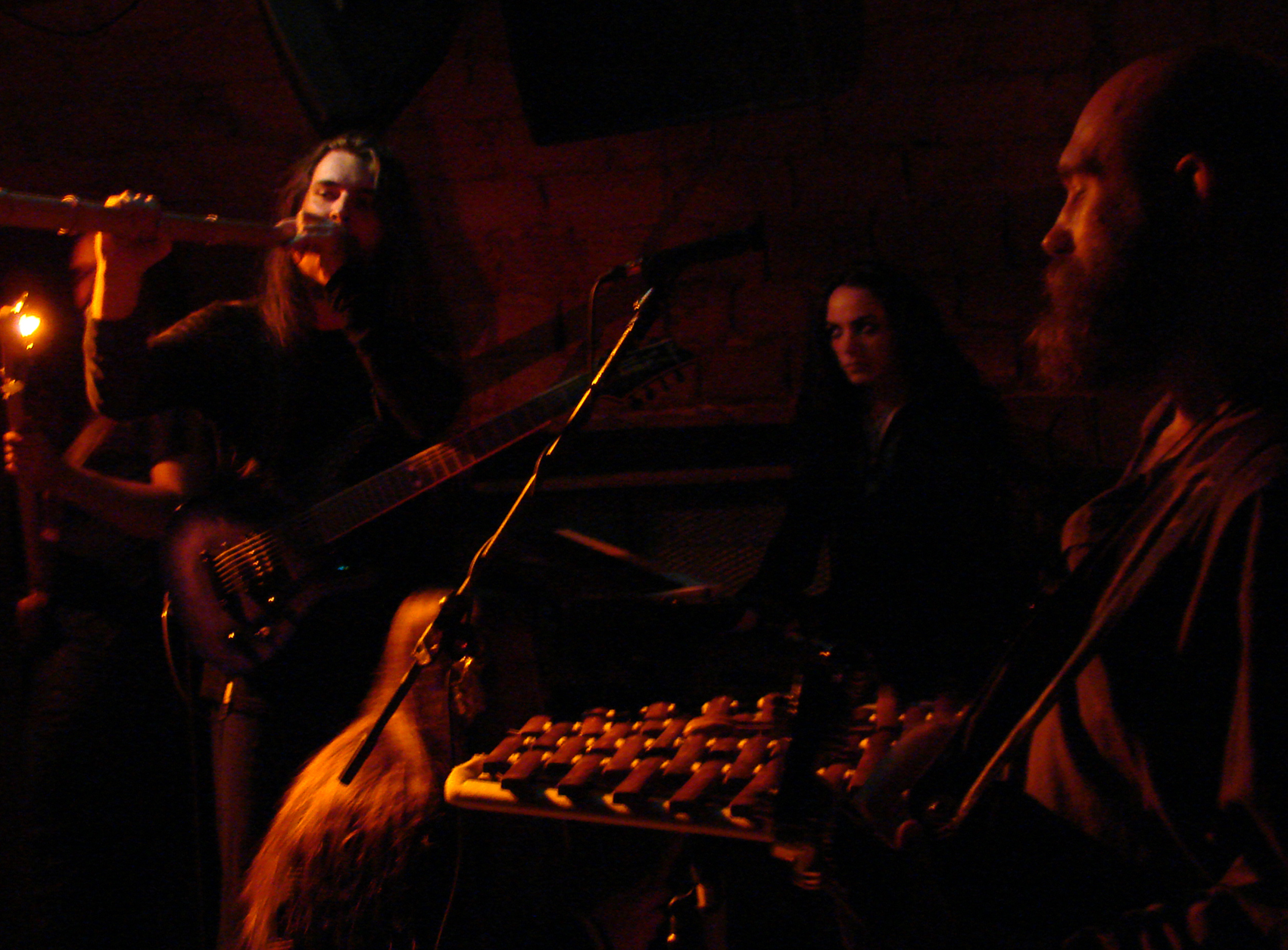
I Negură Bunget a Parigi nel 2010

Sull'onda del successo la band pubblicò, al finire del 2005, un EP denominato Inarborat Kosmos e a distanza di pochi mesi, il 27 ottobre 2006, un nuovo album dal titolo OM, che presentò nuove sonorità e atmosfere sempre più inquietanti. Grazie anche all'ottimo successo di questa pubblicazione, la band partì per un lungo tour che toccò i maggiori festival d'Europa, giungendo fino all'esordio sul celebre palcoscenico del festival tedesco Wacken Open Air il 31 luglio 2008.
Nel 2009, i litigi interni tra i membri fondatori Hupogrammos, Sol'Faur e Negru divennero insostenibili e sia Hupogrammos che Sol'Faur lasciarono la band. Negru decise, ottenuti i diritti sul gruppo, di non sciogliere i Negură Bunget, ingaggiando nuovi musicisti per il suo progetto.
Nel 2010 esce il nuovo album Vîrstele Pămîntului.
Nel 2017 morì l'ultimo membro fondatore Gabriel Mafa, noto come Negru, a 42 anni. Il gruppo si è in seguito sciolto.

## Formazione

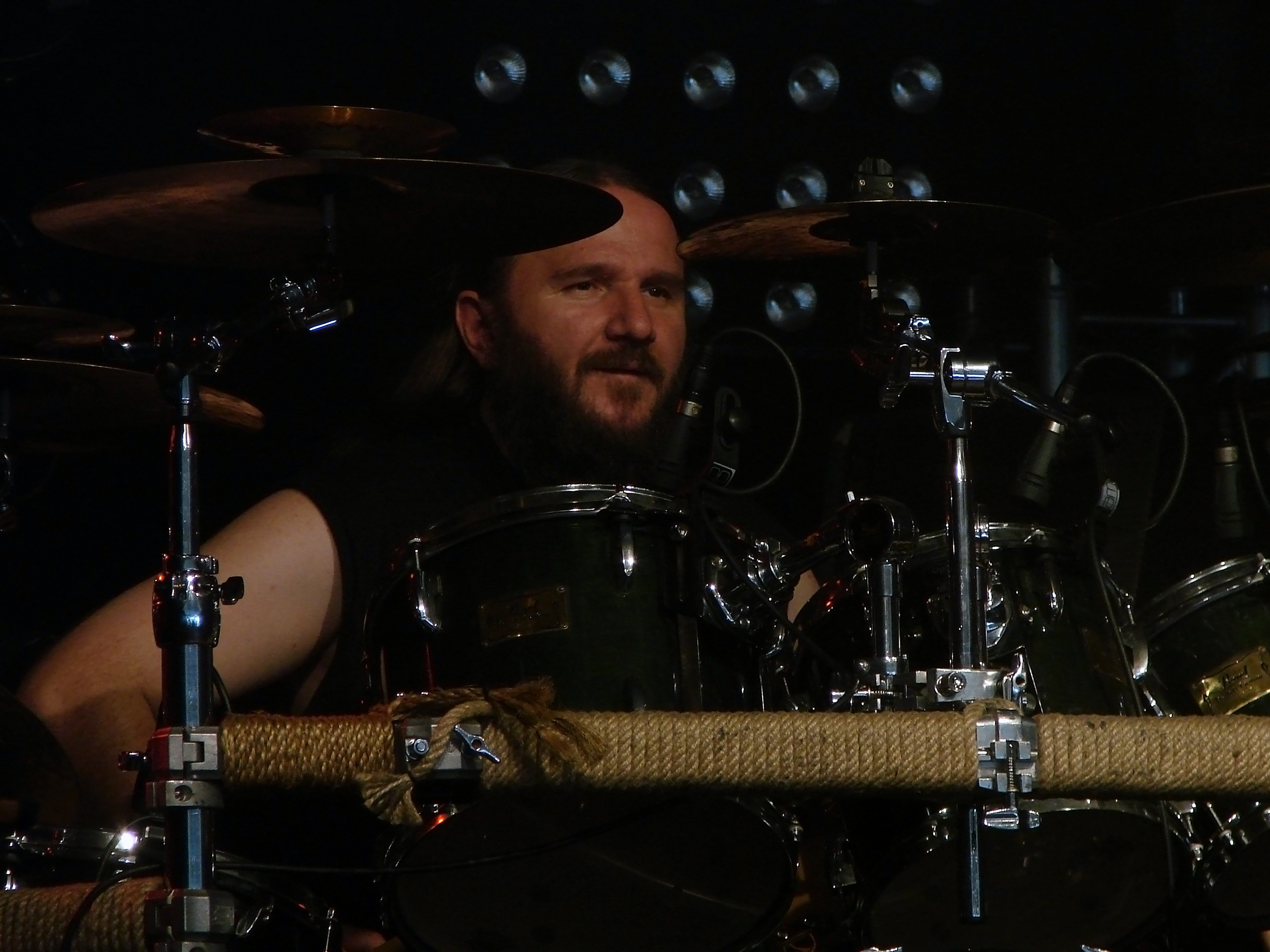
Gabriel Mafa

### Formazione attuale
- a'Ger - percussioni, strumenti Folk/Archaic
- Inia Dinia - tastiera
- Corb - voce, chitarra
- Spin - chitarra
- Gadinet - basso

### Componenti aggiuntivi in tour
- Hydrail - basso (dal 2007)

### Ex componenti
- Hupogrammos Disciple - chitarra, voce, tastiera, strumenti Folk/Archaic (dal 1994 al 2009)
- Sol'Faur Spurcatu - basso, chitarra (dal 1997 al 2009)
- Negru - batteria, percussioni, strumenti Folk/Archaic (dal 1994 al 2017)

### Ex componenti aggiuntivi in tour
- Necuratu - percussioni (dal 2002 al 2003)
- Ermit - basso (dal 1999 al 2007)
- Naval - tastiera (1995 - dal 1997 al 1998 - 2005) basso (1997 - dal 1998 al 2007)
- Iedera - tastiera (dal settembre 2005)
- Dorobantu - tastiera (dal 1997 al 1998)
- Aiwazz Vallach - tastiera (1995)
- Arioch - basso (2008 - 2009)
- Daniel Dorobantu - tastiera (1997 - 1998)
- Freak (Vokodlok, Grimegod) - percussioni (2002 - 2003)

## Discografia
Album in studio
- 1996 - Zîrnindu-să
- 2000 - Măiastru Sfetnic
- 2002 - 'N Crugu Bradului
- 2006 - OM
- 2010 - Vîrstele Pamîntului
- 2015 - Tău
- 2016 - Zi
- 2021 - Zău

EP
- 1998 - Sala Molksa
- 2005 - Inarborat Kosmos
- 2011 - Poartă de dincolo

Demo
- 1995 - From Transilvanian Forests

Raccolte
- 2004 - Negură Bunget Box